# Act Up-Paris
Pour les articles homonymes, voir Act Up et AUP.
Act Up-Paris (AUP) est une association militante de lutte contre le sida, issue de la communauté homosexuelle, créée le 9 juin 1989 par Didier Lestrade, Pascal Loubet et Luc Coulavin, suivant le modèle américain, né deux ans plus tôt. Ce modèle a essaimé essentiellement dans le monde occidental (New York, Philadelphie, Bâle, , etc., en France : Paris et Toulouse), chaque association bénéficiant d'une totale autonomie ; il se caractérise par un certain nombre de techniques activistes relatives tant à la visibilité de la lutte engagée qu'au mode de fonctionnement interne du collectif (prise de décision à partir d'un consensus par exemple).

## Origines et objectifs

### Les objectifs d'Act Up consistent
- à alerter les médias sur l'épidémie de sida, faire pression sur les personnalités politiques pour améliorer l'image et la prise en charge des malades quels que soient leur genre, leur sexualité ou leur inclusion dans la société française (toxicomanes, prisonniers, étrangers en situation irrégulière, personnes prostituées) ;
- suivant le modèle américain des principes de Denver[10], à partager, transmettre, reprendre et réinvestir dans la vie concrète, le savoir des malades[11].

Act Up est, en outre, un groupe avec une forte identité collective « homosexuel-séropositif » et ouverte à des identités multiples ; ses militants viennent de toutes les catégories de la population touchées par l'épidémie, ce qui fait de ce groupe un mouvement politique que l'on peut vraiment désigner comme queer, dans la mesure où il se définit seulement par son caractère oppositionnel :

« Au-delà de ce qui fait la colère d'Act Up, il y a toujours eu aussi une dénonciation de la norme, de ce qui devrait décider de ce qui est bien, de ce qui est mal, de si nos vies sont correctes ou pas. »

— Emmanuelle Cosse, présidente d'Act Up de 1999 à 2001, témoignage pour Yagg de 2009

### Positionnement politique
La lutte contre le sida est en lien avec la résistance gay et la politique sexuelle, à une mobilisation sociale autour de questions multiples : la « race », le genre (pour l'égalité des droits des personnes LGBT), l’homophobie, la pauvreté, la prison, la toxicomanie, les représentations journalistiques, la réforme du système de santé, les lois sur l'immigration, la recherche médicale, le pouvoir et la responsabilité des experts ou/et de l'industrie pharmaceutique.
Pour Act Up-Paris, l’épidémie de VIH est une épidémie profondément politique puisque les discriminations, les politiques de prohibition sur les drogues, la pénalisation des clients de travailleurs du sexe, les difficultés d’accès à la santé, la précarité et les tabous sur la sexualité font le nid de l’épidémie.

### Priorités et axes stratégiques de l'association
Entre 1989 et 1996, Act Up-Paris travaille essentiellement dans l'urgence, pour le développement et la mise sur le marché de traitements contre le VIH en France, ainsi que sur la prévention et les droits des minorités.
Après l'arrivée des premières trithérapies, l'association adapte son travail à la nouvelle donne : si les traitements sont désormais disponibles en France, l'accès aux soins n'est pas équitable et effectif partout. Quant à la prévention, les minorités continuent à faire les frais du peu de campagnes ciblées, notamment pour les migrants, les prisonniers, les personnes prostituées, les usagers de drogue, etc. Le travail autour des enjeux de prévention s'intensifie.
Act Up-Paris réagit aux manifestations contre le PACS ou contre les droits des personnes LGBT,,,. En 1999, Act Up menace publiquement d'« outing » un député de droite ouvertement hostile au PACS. Dans les années 2000, l'association milite pour le mariage pour tous, ce qui conduit en 2006 le Parti socialiste à s'engager, par l'intermédiaire de François Hollande, pour la première fois et publiquement, en faveur du mariage pour tous et du droit des personnes trans[réf. nécessaire].
En 2010, Act Up participe à la mise en place de salles de consommation à moindre risque pour les usagers de drogues, aux côtés des associations d'usagers,.
L'association agit en faveur de médicaments génériques, le coût des traitements contre le VIH étant élevé. Cette question est portée notamment par Marie De Cenival, Gaëlle Krikorian, puis Pauline Londeix. Khalil Elouardighi, alors coordinateur de la commission internationale d'Act Up-Paris est nommé administrateur d'Unitaid en 2006[réf. nécessaire].
En décembre 2024, Arlindo Constantino remporte l’élection à la présidence. Les conditions de cette élection sont, selon Le Point, dénoncées par plusieurs membres. Celui-ci figurait sur la liste « Bagnolet en commun », soutenue par la militante « indigéniste » Fatima Ouassak, ex-membre du Parti des Indigènes de la République. Pour le magazine, Arlindo Constantino au lieu de se concentrer sur les défis sanitaires, consacre son énergie au soutien à La France insoumise et à la dénonciation d’Israël, qu’il accuse notamment de « pinkwashing ». L’association de lutte contre le VIH traverserait de ce fait « une crise sans précédent » depuis l’élection de son nouveau président.

## Techniques activistes

### Visibilité

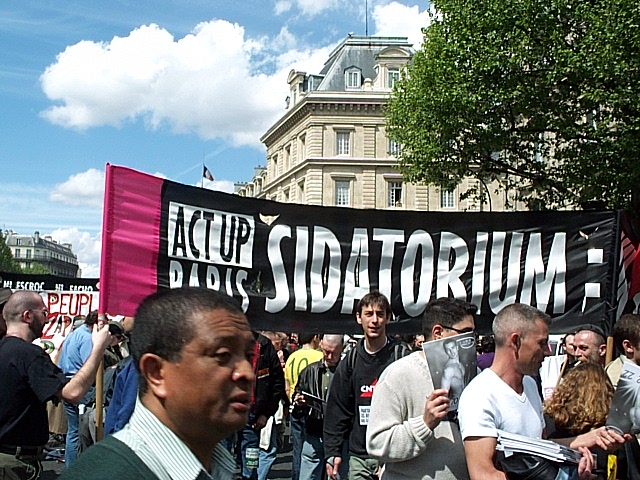
Act Up à Paris, 1 mai 2002.

Act Up-Paris fonctionne essentiellement en opérant la mise en scène d'événements soigneusement choisis et en travaillant à la construction de symboles et à leur communication : le triangle rose, la pose d'un préservatif géant sur l'obélisque de la place de la Concorde, le patchwork à la mémoire de Cleews Vellay, etc. Ces théâtralisations font partie d'un processus continu, visant à forger dans l'action une « identité gay », tout en contestant la façon dont celle-ci a été élaborée, à un moment où les stigmates de la maladie étaient liés à ceux d'une sexualité considérée comme déviante[réf. nécessaire].

### Une «énergie organique»
Ses interpellations de l'opinion publique consistent en des coups d'éclat, qu'ils appellent « zaps » et dont le but est de dénoncer ce que l'association considère comme une injustice. On y trouve des motifs récurrents, comme l'utilisation de faux sang, symbolisant pour Act Up la dénonciation de la responsabilité d'une organisation ou d'une personnalité « zapée », selon ses termes, dans la mort des malades ou de minorités victimes de discrimination[pas clair]. Act Up utilise aussi le « die-in » (en s'allongeant sur le sol) pour figurer les morts du sida.

### Controverses
Son mode d'expression, le recours à l'illégalité et à la désobéissance civile, fait régulièrement l'objet de controverses, notamment lors du Sidaction 1996 où son président Christophe Martet apostrophe frontalement le ministre de la Culture Philippe Douste-Blazy pour s'être opposé aux expulsions de malades étrangers, traitant la France de « pays de merde » ; mais aussi le 5 juin 2005, lors d'une action suivie d'une vive altercation, quand ses militants investissent la cathédrale Notre-Dame de Paris pour célébrer un simulacre de mariage homosexuel, après la messe du dimanche matin ; ou en 2005, la campagne d'affiches dont Nicolas Sarkozy a été la cible. Act Up-Paris a, par ailleurs, été mise en cause pour avoir dégradé la façade de l'Élysée le 30 novembre 2004.
Après l'incident de Notre-Dame de Paris en 2005, vécu comme une provocation de plus, 115 députés ont adressé une tribune au Premier ministre, Dominique de Villepin, pour interdire le versement de subventions à des associations troublant ostensiblement l'ordre public[réf. nécessaire].
Début août 2013, Act Up-Paris jette du faux sang sur la façade abritant les locaux de la Fondation Jérôme-Lejeune, employeur de la présidente de La Manif pour tous (LMPT), fondation engagée dans la recherche sur la trisomie 21, opposée à l'avortement. La Fondation Lejeune et LMPT annoncent leur intention de porter plainte contre Act Up-Paris pour « dégradations de biens » et « injures publiques ». Act Up-Paris sera relaxée,. Les Hommen réagissent deux jours plus tard en collant des affiches et en éclaboussant de liquide rose les locaux d'Act Up-Paris.
En 2018, Act Up lance une campagne contre la présidente de la région Île-de-France Valérie Pécresse, dénonçant la suppression de l'aide aux transports pour les étrangers en situation irrégulière bénéficiaires de l'Aide médicale d'État, via des affiches avec la mention « avis de recherche » et le mot-dièse « #pecressedélinquante ». En conséquence, Valérie Pécresse porte plainte en diffamation contre l'association. Il s'ensuit un conflit larvé : ainsi, en 2019, Act Up n'est pas invitée aux Solidays[réf. nécessaire]. Une polémique naît également la même année sur la prise en charge par le contribuable des frais judiciaires après un vote sur la « protection fonctionnelle » pour Valérie Pécresse. Le 21 mai 2021, la justice déboute Valérie Pécresse de la plainte en diffamation. La plainte est finalement retirée le 14 mars 2022 pendant la campagne présidentielle de la candidate Les Républicains.
En 2024, des membres d'Act Up-Paris se déchirent autour du conflit au Proche-Orient : certains veulent soutenir publiquement les Palestiniens. A contrario, d'autres membres, juifs, dénoncent des « propos antisémites ».

### Scission et création de l'association «Les ActupienNEs»
Le 31 mars 2018, l'équipe dirigeante d'Act Up-Paris démissionne, déplorant que la « vague de nouvelles arrivées » depuis le succès du film 120 battements par minute, avec notamment des « jeunes militants déjà politisés et expérimentés dans d’autres luttes, notamment antiracistes » (en particulier issus des Indigènes de la République) « détournent et exploitent l’outil d’Act Up, en se servant de son historique, pour mettre en avant d’autres luttes », estimant que le travail d’expertise est « relégué au dernier plan » au profit « du commentaire permanent de la critique spectacle ».
Les nouveaux dénoncent la « complaisance institutionnelle » de l’équipe sortante, veulent renouer avec des méthodes d’actions publiques spécifiques d’Act-Up (méthodes que les sortants jugent dépassées) et revendiquent la dimension politique de leur action en insistant sur la nécessité de la « convergence des luttes ».
Les membres de la désormais ex-équipe dirigeante se disent « écœurés au point de démissionner » par les « insultes » et les « dépréciations gratuites » et créent une nouvelle association « Les ActupienNEs » déclarée à la préfecture de Police dès le 10 avril 2018, après avoir élu son bureau le 9 avril 2018,. L'association « a pour but d'informer, d'éduquer, d'accompagner, de soutenir et de défendre les droits des personnes atteintes, vivant avec l'infection du VIH/Sida, les virus des hépatites, les pathologies associées et les infections sexuellement transmissibles et de représenter les malades et les usagers du système de santé et médico-social ». Dans la plateforme de revendications publiée à sa création, la nouvelle association acte la rupture avec le projet associatif porté par Act Up-Paris, estimant que les besoins militants ont changé et s'assignant un rôle de « garde-fous des autorités ».
Cette nouvelle association se manifeste notamment pendant les Gay Games 2018.
Act-up réagit le 16 avril 2018 en étendant à la Polynésie française la marque « ACT UP PARIS » qu'elle avait déposée en métropole auprès de l'Institut national de la propriété industrielle (Inpi), puis poursuit en justice l'association les ActupienNEs pour « atteinte à la dénomination de marque », « parasitisme de marque », et « concurrence déloyale », demandant 350 000 € de dédommagements. Une première audience de procédure aura lieu le 4 juin 2019.
Act Up Paris est déboutée de toutes ses demandes et est condamnée à verser des dommages et intérêts à l'association Les ActupienNEs. Cette dernière, ne voulant pas nuire à Act Up Paris décide de ne pas recouvrer l'argent dû en raison de cette condamnation. Le tribunal considère « qu'il n'y avait pas de contrefaçon de la marque « ACT UP PARIS » » et que la création de nouveaux groupes Act Up est l'essence même de la philosophie d'Act Up et qu'Act Up Paris n'est en rien propriétaire de cette « marque »[source insuffisante].

## Budget
Le budget 2009 indique que l’association reçoit 302 354 euros des ministères[Lesquels ?], 45 000 euros de la région Île-de-France, 11 088 euros du CNASEA, 131 500 euros de laboratoires pharmaceutiques, 100 000 euros de la Fondation Pierre Bergé. Parmi les dons privés, on trouve également Agnès b.
Comme toutes les autres associations de malades, Act Up-Paris a été confrontée, dans la deuxième moitié des années 1990, à une baisse du nombre de ses militants avec l'arrivée des trithérapies. En 2009, les comptes de l’association mentionnaient « environ 127 adhérents » et « 5 salariés ».
À cause de la baisse des subventions et du nombre de grands donateurs, le déficit de l'association oblige à placer Act Up-Paris en redressement judiciaire à l'été 2014. Le tribunal de grande instance de Paris décide de la poursuite de l'activité de l'association, après l'audience du 17 septembre 2015, avec un plan de remboursement des créances sur plusieurs années.
En 2025, l’association bénéficie de « plusieurs dizaines de milliers d’euros annuels du ministère de la Santé et de la Mairie de Paris ».

## Liste des actions
N.B. : Cette liste n'est pas exhaustive.
- 1989

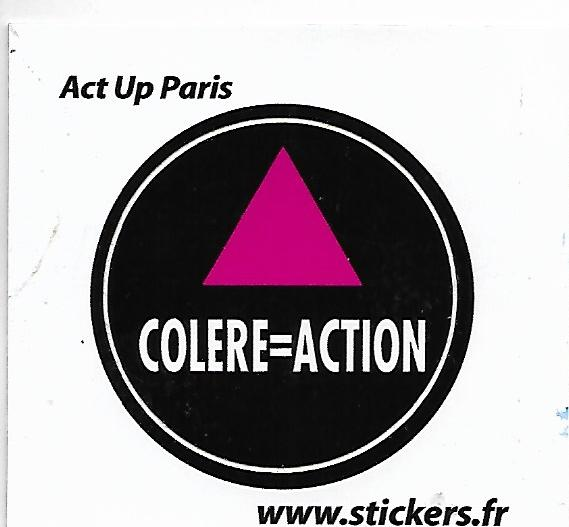
Autocollant.

  - Six mois après sa fondation, Act Up-Paris accroche une banderole sur les tours de la cathédrale Notre-Dame de Paris pour dénoncer l'attitude de l'Église catholique[réf. nécessaire].
- 1991
  - Manifestation devant le Centre national de la transfusion sanguine dénonçant les responsables de la mort d'hémophiles et de transfusés[réf. nécessaire].
- 1992
  - Début des actions contre l'expulsion des étrangers malades[réf. nécessaire].
  - Première Journée du désespoir[réf. nécessaire].
  - Manifestation contre la fermeture des « services sida » à l'HIUP (hôpital international de l'université de Paris). Le maintien en est assuré par le président de la MFP (Mutualité fonction publique).
- 1993
  - Zap du laboratoire d'Artois, qui pratiquait le poolage[54](mise en commun des échantillons d'un certain nombre de patients) du sang des tests de dépistage. Fermeture immédiate après l'inspection de la DDASS. En juin 1994, cinq autres laboratoires seront fermés. Dernier décret signé par Pierre Bérégovoy.
  - Obtention du remboursement à 100 % des frais de santé des séropositifs, à la suite des actions et du lobbying d'Act Up[réf. nécessaire].
  - 1er décembre : « encapotage » de l'obélisque de la place de la Concorde[55].
- 1994
  - Diffusion du spot de prévention d'Act Up à la télévision.
- 1996
  - Après un an de lobby auprès du ministère de la Santé, du laboratoire Gilead Sciences et de l'agence du médicament : obtention de l'octroi compassionnel du Cidofovir pour les rétinites à CMV[réf. nécessaire].
  - Succès d'un lobbying parallèle envers le laboratoire Merck : le 1er avril débute l'octroi compassionnel du Ritonavir et de l'Indinavir, deux inhibiteurs de protéase, constituants majeurs des trithérapies[réf. nécessaire].
  - Action réussie contre l'expulsion de Marie-Louise avec Sol En Si[réf. nécessaire].
- 1997
  - À la suite d'un lobby parlementaire, adoption d'un amendement à la Loi Debré, rendant inexpulsables les étrangers atteints d'une maladie grave[réf. nécessaire].
  - Lancement des publications d'Act Up : Information=Pouvoir et Protocoles.
  - Act Up obtient la mise à disposition d'un traitement prophylactique d'urgence pour tous (lettre du secrétaire d'État à la Santé Bernard Kouchner en août) après avoir demandé que les dispositions de la note no 666[56] s'étendent à toutes les situations d'exposition au VIH.
  - Juillet : premier « picketing » (rassemblement revendicatif à l'anglo-saxonne) hebdomadaire devant la préfecture de police de Paris, contre la poursuite des expulsions des étrangers. 300 personnes s'y rassemblent chaque semaine, jusqu'au vote définitif de la loi Chevènement[57][source insuffisante].
- 2000
  - 4 novembre : manifestation à Paris pour la suppression des prisons, à l'appel notamment d'Act Up et du Mouvement de l'immigration et des banlieues (MIB)[réf. nécessaire].
- 2001
  - En mars, Act Up se porte partie civile dans le procès en première instance contre des collaborateurs de Mirko Beljanski, à Créteil[réf. nécessaire].
  - Présence à Gênes, à l'occasion du G8 : Act Up dénonce l'attitude des pays riches qui refusent de contribuer financièrement à l'accès aux traitements pour les malades des pays en développement et de soutenir la production de génériques[58].
- 2002
  - Dès le 21 avril, l'association réagit à la présence de Jean-Marie Le Pen au second tour de l'Élection Présidentielle française et participe à toutes les manifestations[réf. nécessaire].
- 2004
  - Act Up se porte partie civile dans le procès de Christian Vanneste, député UMP, pour ses propos considérés comme homophobes[59].
  - Zap de l'Élysée pour exiger que les étrangers en situation irrégulière bénéficient de la CMU et que la France tienne ses engagements en finançant le Fonds Mondial[réf. nécessaire].
- 2005
  - Act Up-Paris milite pour la mise en place d'une taxe sur les billets d'avion dont le montant servirait à lutter contre le sida. Le 1er décembre 2005, Jacques Chirac annonce son lancement[60][source insuffisante]. Par un décret d'application, les fonds levés vont à Unitaid, organisation créée à cette occasion. D'autres pays se joignent à l'initiative de la France : le Royaume-Uni, le Chili, la Norvège et le Brésil[réf. nécessaire].
  - Février : alors que l'Inde doit appliquer les accords de l'OMC sur la propriété intellectuelle — dont elle est devenue membre en 1995 — des actions sont menées pour sauver les médicaments génériques indiens[61].
  - Premier May Day organisé à Paris.
  - 17 mai : première Journée mondiale contre l'homophobie et la transphobie.
  - Juin : mariage symbolique de deux femmes dans la cathédrale Notre-Dame de Paris pour revendiquer le droit au mariage civil pour deux personnes homosexuelles, ainsi que les droits qui en découlent, dont le droit à l'adoption[62]. Act Up est accusé d'avoir porté des coups sur le recteur de Notre-Dame, alors que les militants disent l'inverse, notamment Jérôme Martin, président d'Act Up, qui mariait symboliquement les deux femmes[63],[64],[65].
- 2006
  - Mars : François Hollande, premier secrétaire du Parti socialiste, reçoit Act Up-Paris sur les questions LGBT. À la suite de cet entretien il déclare au magazine Têtu qu'il soutient l'ensemble des revendications de l'association sur le mariage pour tous et les questions touchant les personnes trans[66][source insuffisante].
  - Nomination d’un membre d’Act Up comme représentant des associations de malades au conseil d’administration d’Unitaid[67].
- 2007
  - L'entreprise pharmaceutique américaine Abbott poursuit Act Up-Paris en justice[68], puis retire finalement sa plainte[69].
- 2008
  - Le 30 mars, les militants d’Act Up-Paris ont élu Marjolaine Dégremont et Rachel Easterman-Ulmann coprésidentes.
  - En juillet, plusieurs membres d'Act Up-Paris se rendent à Mexico pour la conférence internationale sur le sida organisée par l'International AIDS Society (IAS). Act Up dénonce l'absence du gouvernement français à cette campagne à travers la campagne « Miss Missing »[70],[71].
  - Octobre : Act Up-Paris lance une campagne internationale contre la politique du laboratoire Roche en Corée du Sud, autour de l'inhibiteur de fusion T20. À la suite de cette campagne, le laboratoire donne accès aux personnes ayant besoin de ce traitement dans le pays[72],[73],[74].
- 2009
  - Mars : Die-in devant la cathédrale Notre-Dame de Paris, en réaction aux propos du pape lors de son voyage en Afrique[75],[76],[77],[78],[79],[80],[81],[82].
  - Avril : pour la première fois, un homme et une femme, Safia Soltani et Stéphane Vambre président conjointement l'association[83],[84],[85].
  - Mai : Act Up-Paris lance la campagne « Remind the gap » appelant au financement du Fonds mondial de lutte contre le sida, la tuberculose et le paludisme. Selon les experts, il manque alors 5 milliards de dollars au Fonds Mondial pour financer la riposte au VIH dans les pays en développement[86].
  - Juillet : à la Conférence de l'IAS, au Cap, Act Up participe aux manifestations des activistes anti-sida et organise des actions. La campagne « Remind the gap » reçoit alors le soutien de plus de 500 scientifiques présents à la conférence, dont la prix Nobel de médecine, Françoise Barré-Sinoussi[87].
  - Septembre : une représentante d'Act Up-Paris est reçue à l'Élysée par Nicolas Sarkozy[88],[89].
- 2010
  - À partir de mars et jusqu'en 2012, Act Up-Paris lance une grande campagne de lobbying et de sensibilisation sur la question de l'accès aux médicaments génériques, menacé par plusieurs accords internationaux, dont ACTA, et l'accord de libre-échange Inde/Union Européenne[90],[91],[92],[24],[93].
  - Act Up-Paris livre une campagne internationale contre l'accord sur la contrefaçon ACTA qui menace l'accès aux médicaments génériques[90],[94],[95],[96],[24],[97]. Act Up est reçu plusieurs fois au ministère de l'Industrie et des finances mais les interlocuteurs nient les potentiels impacts négatifs de l'ACTA. Deux fonctionnaires de Bercy portent plainte contre X pour diffamation à la suite d'un communiqué d'Act Up-Paris[98], mais l'association est relaxée en 2014[99][source insuffisante].
  - Avril : Act Up mène également en lien avec les activistes indiens, une campagne contre l'accord de libre-échange Union Européenne/Inde. L'Inde étant considérée comme la « pharmacie des pays en développement »[100].
  - Juin-Juillet : Act Up-Paris mène une campagne contre le laboratoire pharmaceutique Bristol Myers Squibb qui a réduit sa production d'une molécule contre le VIH pédiatrique et qui a conduit à des ruptures de stock, menaçants des milliers d'enfants dans les pays en développement[101],[102],[103],[104].
  - Juillet : Act Up-Paris participe à la conférence internationale sur le sida organisée à Vienne par l'IAS[90].
  - Octobre : Manifestation pour le financement du Fonds mondial de lutte contre le sida, la tuberculose et le paludisme et pour l'accès aux traitements[105].
- 2011
  - Avril : collaboration avec l'association APN+ autour de la question de l'accès aux traitements de l'hépatite C, désormais première cause de mortalité chez les personnes séropositives au VIH. La piste d'une licence obligatoire sur le Peg-Interferon au Viêt Nam est explorée[106].
  - Mai : projection du documentaire Illegal Love en avant-première.
  - Juin : Act Up prend position à l'occasion de l'assemblée générale de l'Nations-Unies. La déclaration finale stipule notamment « que toutes les barrières de propriété intellectuelle qui sont des freins à l'accès aux médicaments doivent être levées pour garantir l'accès aux traitements du VIH à travers le monde »[107],[108],[109].
  - Juillet : Act Up-Paris est la première organisation française à exprimer publiquement des réserves sur la première licence signée par le Medicines Patent Pool avec le laboratoire Gilead, à travers un communiqué publié conjointement avec l'association marocaine de lutte contre le sida, l'ALCS[110],[111],[112].
  - Octobre : lancement d'Act Up-Basel (Bâle) et organisation de la campagne contre le laboratoire Novartis (qui a porté plainte contre le gouvernement indien et menace l'accès aux médicaments génériques au niveau mondial). Novartis perdra finalement définitivement son procès en 2013[113]) « Novartis, une tuerie sur les marchés », ou « Novartis, making a killing in profits »[114]. Organisation d'une première action conjointe avec Act Up-Paris, autour du procès Novartis, devant la Cour suprême de l'Inde sur le cas du médicament contre le cancer le Glivec. Act Up bloque l'entrée du siège français de Novartis à Rueil-Malmaison[115].
- 2012
  - Janvier : Collages collectifs avec 25 artistes urbains, pour la campagne « Égalité des choix : des droits ! »
  - 23 février : Act Up-Paris manifeste dans la ville Suisse de Bâle aux côtés d'Act Up-Basel, en face de l'assemblée générale des actionnaires de Novartis[116],[117],[118],[119].
  - Avril : Act Up (re)tague Paris : 35 artistes urbains, pour la campagne « Égalité des choix : des droits ! »
- 2013
  - « Rassemblement d’urgence contre l’homophobie, pour l’égalité des droits », le 10 avril, sur le parvis de l’Hôtel de Ville[120].
  - « Rassemblement pour l'égalité et contre l'homophobie », le 21 avril 2013, place de la Bastille[121].
  - Zap de la Fondation Jérôme-Lejeune pendant le débat sur le mariage pour tous. La Manif pour tous porte plainte contre Act Up-Paris pour injure et diffamation, mais elle sera finalement déboutée[34],[35].

## Présidents
- 1989-1992 : Didier Lestrade
- 1992-1994 : Cleews Vellay
- 1994-1997 : Christophe Martet
- 1997-1998 : Marc Nectar
- 1998-1999 : Philippe Mangeot
- 1999-2001 : Emmanuelle Cosse
- 2001-2003 : Victoire Patouillard
- 2003-2005 : Jérome Martin
- 2006-2008 : Hugues Fischer et Emmanuel Château
- 2008-2009 : Marjolaine Degremont et Rachel Easterman-Ulmann
- 2009-2010 : Safia Soltani et Stéphane Vambre
- 2010-2011 : Pierre Chappard et Stéphane Vambre
- 2011-2011 : Pierre Chappard et Audrey Grelombe
- 2011-2012 : Fred Navarro
- 2012-2013 : Frédéric Navarro et Cécile Lhuillier
- 2013-2015 : Laure Pora[122]
- 2015-2017 : Mikaël Zenouda[123],[124]
- 2017-2018 : Rémy Hamai[125],[126]
- 2018-2019 : Fabrice Clouzeau et Marc-Antoine Bartoli[127] ,[40]
- 2019-2020 : Marc-Antoine Bartoli
- 2020-2021 : Marc-Antoine Bartoli et Victor Galarraga Oropeza
- 2021-2023 : Antoine Chassagnoux[128]
- 22 avril 2023-16 décembre 2024 : vacance de la Présidence
- 16 décembre 2024-aujourd'hui : Arlindo Constantino[1]

### Act Up-Paris raconté par ses présidents
- Emmanuelle Cosse, « Savoir = Pouvoir. Savoir et expertise dans l'activisme d'Act-Up », Alice, no 2 : « Les savoirs constituants », 1999
- Didier Lestrade
  - Act Up, une histoire, Paris, Éditions Denoël, coll. « Impacts », 2000, 446 p. (ISBN 2-207-24883-6). Réédité en 2017 avec une préface inédite de l'auteur.
  - « Pour une communauté civique », Cosmopolitiques, no 4 : « Ce sexe qui nous dépasse », 2003 [lire en ligne][PDF]
- Philippe Mangeot, « Impureté de la politique », Alice, no 1, 1998 [lire en ligne]
- Philippe Mangeot
  - « Foucault sans le savoir », in Didier Eribon (éd.), L’infréquentable Michel Foucault, Paris, EPEL, 2001, 196 p. (ISBN 2-908855-63-1)
- « Le sida n'a pas eu lieu », Cahiers de la Villa Gillet, no 16 : « L'événement », 2002
- Christophe Martet Les Combattants du sida, Paris, Flammarion, coll. « Documents », 1993, 249 p. (ISBN 2-08-066899-4)
- Daniel Bensaïd (éd.), « L'expérience d'Act Up », dans Entretiens du XXIe siècle - Politiquement incorrects, Paris, Textuel, coll. « La Discorde », 2008, 383 p. (ISBN 978-2-84597-307-7)
- Voir aussi Cleews Vellay

### Act Up-Paris raconté par d'autres de ses militants
- Outre Le Sida. Combien de divisions ? (Éditions Dagorno, 1994), qui retrace l'engagement initial de l'association, on trouvera diverses contributions d'Act Up dans les revues Pratiques, Multitudes, Vacarme[130], Mouvements, etc.
- Pour les vingt ans d'Act Up-Paris, Yagg publie des témoignages vidéos d'anciens militants[131].
- "120 dollars par an par traitement, Sur le film de Robin Campillo, 120 battements par minute, son traitement médiatique et les enjeux liés au sida" (Pauline Londeix, blog de Mediapart, août 2017)[132]
- Autour de la création d'Act Up-Basel : "Quand les malades investissent les rues de Bâle" (Cécile Cadu & Pauline Londeix, Vacarme, juin 2013)[133]

### Cinéma
- 120 battements par minute (2017), film français de Robin Campillo

Et aussi, quelques scènes tournées au local d'Act Up, dans :
- Jeanne et le Garçon formidable (1998), film français d'Olivier Ducastel et Jacques Martineau

### Documentaire
- Act-Up : sida guerilla (1993), 52 min. Agence CAPA, Canal +, émission 24 heures. Avec notamment la journée de mobilisation du 1er décembre 1993 avec l'action du préservatif géant sur l'obélisque de la place de la Concorde[134].
- Sida, des vies en mémoire, un documentaire radiophonique de Maxime Grember diffusé sur RFI le 1er décembre 2023. Avec le témoignage d'Anne Rambach, responsable du groupe d'actions publiques, et qui revient sur l'action du 1er novembre 1991 à la Cathédrale Notre Dame de Paris.

### Archives
Fonds : Act Up-Paris (1989-2014) [125,55 ml].  Cote : 20140474/1-20140474/406. Pierrefitte-sur-Seine : Archives nationales françaises (présentation en ligne).